# لمینچار
لمینچار (به اسپانیایی: Lominchar) یک شهرستان در اسپانیا است که در استان تولدو واقع شده‌است.

## خصوصیات
لمینچار ۲۲ کیلومترمربع مساحت و ۱٬۴۲۹ نفر جمعیت دارد و ۶۴۵ متر بالاتر از سطح دریا واقع شده‌است.